# Matteo Nannini
Matteo Nannini (Faenza, Italia; 10 de julio de 2003) es un piloto de automovilismo italo-argentino. En 2019 se proclamó campeón del Campeonato de EAU de Fórmula 4. Es sobrino del expiloto de Fórmula 1 Alessandro Nannini.

## Carrera deportiva
Nannini comenzó su carrera en el automovilismo en el karting en 2010, donde participó hasta 2018. Durante este período ganó varios campeonatos nacionales, incluido el Trofeo Academy Championkart en 2014 y el Trofeo dei Campioni y la ROK Cup Italia en 2016. En 2016 también compitió en la clase OK Junior del Campeonato Mundial de Karting y en 2017 condujo en el Campeonato de Europa en la clase OK.
En 2019, Nannini cambió a las carreras de fórmula. Hizo su debut en la Fórmula 4 a principios de año en el Campeonato de EAU de Fórmula 4, jugando para Xcel Motorsport. Durante la temporada, que se desarrolló íntegramente en el Autódromo de Dubái y en el Circuito Yas Marina, logró siete victorias y otros nueve podios. Con 363 puntos se coronó de forma convincente como campeón. Posteriormente, corrió para el mismo equipo en el primer fin de semana del Campeonato de España de F4, terminando quinto y cuarto en las dos primeras carreras, pero retirándose en la tercera. Luego hizo su debut en Fórmula 3 en el Campeonato de Fórmula Regional Europea en la Scuderia DF Corse by Corbetta, pero no pudo sumar puntos en el primer fin de semana de carrera porque aún no tenía dieciséis años. Con tres sextos puestos como mejores resultados de carrera, se convirtió en decimotercero en la clasificación final con 43 puntos. Al final de la temporada, participó en la final de la Eurocopa de Fórmula Renault en el Circuito Yas Marina de MP Motorsport como piloto invitado, terminando las carreras en décimo y quinto lugar.
En 2020, Nannini pasará al Campeonato de Fórmula 3 de la FIA, donde competirá para el equipo Jenzer Motorsport. Logró un tercer puesto como mejor resultado. Al año siguiente, fue contratado por el equipo HWA RACELAB para competir tanto en Fórmula 3 como en Fórmula 2, pero finalmente participaría en una sola ronda de F2 con el equipo y decidiría centrarse en F3. En dicho campeonato, logró un tercer puesto en Barcelona y una victoria en Budapest. Volvió a la F2 para competir en dos rondas junto al equipo Campos Racing.
Tras permanecer inactivo en 2022, Nannini volverá a la competición junto al equipo argentino Juncos Racing en el campeonato estadounidense de Indy NXT.

## Vida personal
Nannini nació en Faenza, Italia. Es hijo de padre argentino y madre italiana; de allí su doble ciudadanía. Es sobrino del expiloto de F1 Alessandro Nannini y de la cantante Gianna Nannini.

## Resumen de carrera
| Temporada | Categoría                              | Equipo                        | Carreras | Victorias | Poles | VR | Podios | Puntos | Pos. |
| --------- | -------------------------------------- | ----------------------------- | -------- | --------- | ----- | -- | ------ | ------ | ---- |
| 2019      | Campeonato de EAU de Fórmula 4         | Xcel Motorsport               | 20       | 7         | 7     | 7  | 16     | 363    | 1.º  |
| 2019      | Campeonato de España de F4             | Xcel Motorsport               | 3        | 0         | 0     | 1  | 0      | 18     | 17.º |
| 2019      | Campeonato de Fórmula Regional Europea | Scuderia DF Corse by Corbetta | 15       | 0         | 0     | 1  | 0      | 43     | 13.º |
| 2019      | Eurocopa de Fórmula Renault            | MP Motorsport                 | 2        | 0         | 0     | 0  | 0      | 0      | NC†  |
| 2020      | Campeonato de Fórmula 3 de la FIA      | Jenzer Motorsport             | 18       | 0         | 0     | 0  | 1      | 11     | 18.º |
| 2020      | Campeonato de Fórmula Regional Europea | Monolite Racing               | 3        | 0         | 0     | 0  | 0      | 14     | 15.º |
| 2021      | Campeonato de Fórmula 2 de la FIA      | HWA RACELAB                   | 3        | 0         | 0     | 0  | 0      | 1      | 22.º |
| 2021      | Campeonato de Fórmula 2 de la FIA      | Campos Racing                 | 5        | 0         | 0     | 0  | 0      | 1      | 22.º |
| 2021      | Campeonato de Fórmula 3 de la FIA      | HWA RACELAB                   | 20       | 1         | 0     | 1  | 2      | 44     | 14.º |
| 2023      | Indy NXT                               | Juncos Hollinger Racing       | 7        | 1         | 1     | 1  | 1      | 146    | 19.º |
| Fuente:   |                                        |                               |          |           |       |    |        |        |      |

- † Nannini fue piloto invitado, por lo tanto no fue apto para sumar puntos.

## Resultados

### Campeonato de Fórmula 3 de la FIA
(Clave) (negrita indica pole position) (cursiva indica vuelta rápida puntuable)

| Año  | Escudería         | 1    | 1    | 2    | 2    | 3   | 3   | 4    | 4    | 5    | 5    | 6   | 6   | 7   | 7   | 8   | 8   | 9   | 9   | Pos. | Puntos | Ref.  |
| ---- | ----------------- | ---- | ---- | ---- | ---- | --- | --- | ---- | ---- | ---- | ---- | --- | --- | --- | --- | --- | --- | --- | --- | ---- | ------ | ----- |
| 2020 | Jenzer Motorsport | SPI1 | SPI1 | SPI2 | SPI2 | BUD | BUD | SIL1 | SIL1 | SIL2 | SIL2 | BAR | BAR | SPA | SPA | MNZ | MNZ | MUG | MUG | 18.º | 11     | [ 1 ] |
| 2020 | Jenzer Motorsport | 27   | 18   | 23   | NC   | 22  | 24† | 24   | 23   | 27†  | 16   | 10  | 3   | 13  | 26  | Ret | 20  | 16  | 15  | 18.º | 11     | [ 1 ] |

| Año  | Escudería   | 1   | 1   | 1   | 2   | 2   | 2   | 3   | 3   | 3   | 4   | 4   | 4   | 5   | 5   | 5   | 6   | 6   | 6   | 7   | 7   | 7   | Pos. | Puntos | Ref.  |
| ---- | ----------- | --- | --- | --- | --- | --- | --- | --- | --- | --- | --- | --- | --- | --- | --- | --- | --- | --- | --- | --- | --- | --- | ---- | ------ | ----- |
| 2021 | HWA RACELAB | BAR | BAR | BAR | LEC | LEC | LEC | SPI | SPI | SPI | BUD | BUD | BUD | SPA | SPA | SPA | ZAN | ZAN | ZAN | SOC | SOC | SOC | 14.º | 44     | [ 4 ] |
| 2021 | HWA RACELAB | 10  | 26† | 3   | 23  | 13  | 20  | 23  | 12  | 5   | 10  | 1   | 25  | 19  | Ret | 26  | 17  | 9   | 28  | 16  | C   | 17  | 14.º | 44     | [ 4 ] |

### Campeonato de Fórmula 2 de la FIA
(Clave) (negrita indica pole position) (cursiva indica vuelta rápida puntuable)

| Año  | Escudería     | 1   | 1   | 1   | 2   | 2   | 2   | 3   | 3   | 3   | 4   | 4   | 4   | 5   | 5   | 5   | 6   | 6   | 6   | 7   | 7   | 7   | 8   | 8   | 8   | Pos. | Puntos | Ref.   |
| ---- | ------------- | --- | --- | --- | --- | --- | --- | --- | --- | --- | --- | --- | --- | --- | --- | --- | --- | --- | --- | --- | --- | --- | --- | --- | --- | ---- | ------ | ------ |
| 2021 |               | SAK | SAK | SAK | MON | MON | MON | BAK | BAK | BAK | SIL | SIL | SIL | MNZ | MNZ | MNZ | SOC | SOC | SOC | YED | YED | YED | YMC | YMC | YMC | 22.º | 1      | [ 10 ] |
| 2021 | HWA RACELAB   | 14  | 9   | 10  |     |     |     |     |     |     |     |     |     |     |     |     |     |     |     |     |     |     |     |     |     | 22.º | 1      | [ 10 ] |
| 2021 | Campos Racing |     |     |     |     |     |     | 15  | 11  | DNS | 15  | 14  | 18  |     |     |     |     |     |     |     |     |     |     |     |     | 22.º | 1      | [ 10 ] |